# Burak Kut
Burak Kut (* 27. August 1973 in İstanbul) ist ein türkischer Popmusiker.

## Leben und Karriere
Burak Kut begann in der Capa Volksschule im Schulorchester zu musizieren. Später ging er zum Şehremini-Gymnasium, verließ diese allerdings im zweiten Jahr, da die Schule keinen Musikunterricht anbot. Er bewarb sich für das İstanbul Anadolu Güzel Sanatlar Lisesi und wurde als Prüfungsbester aufgenommen. Hier lernte er Flöte und Klavier spielen. Außerdem gewann er als Sänger des Schulchors für seine Schule und für die Kabataş Erkek Lisesi in drei aufeinander folgenden Jahren Musikwettbewerbe, in denen auch Sänger wie Mustafa Sandal oder Kenan Doğulu vertreten waren.
Nach der Schule unterschrieb er einen Vertrag bei Peker Müzik. Sein erstes Album brachte er im Mai 1994 mit dem Namen Benimle Oynama/Çılgınım heraus. Er erhielt von seinen Fans den Spitznamen „Bebeto“, da er damals ein recht kindliches Gesicht hatte. Das Album wurde eine knappe Million Mal verkauft. In dem Jahr gab er fast 300 Konzerte. Er gewann mit diesem Album mehrere Preise in der Türkei und erhielt zudem vom amerikanischen Musiksender den „MTV Local Hero“ Preis.
Im August 1995 brachte er sein zweites Album heraus. Es trug den Namen Nereden Geldim, Nerelere Gideceğim. Zum Titelsong drehte er einen Clip in London und zum Song „Yaşandı Bitti“ in New York. Das Album verkaufte sich etwa 300.000-mal und konnte den Erfolg des Vorgängers nicht wiederholen. In diesem Jahr sang er außerdem ein Duett mit der Sängerin Sarah Brightman und einem 100-Mann-Chor.
Er gilt als guter Tenor, was er auch mit der Musik zum Film Notre Dames Huckback unter Beweis stellt.
Mit Sakis Rouvas aus Griechenland gewann er den Abdi-İpekçi-Preis für Verdienste um die Freundschaft zwischen Griechenland und der Türkei.
Im Juni 1997 brachte er bei seiner eigenen Plattenfirma sein drittes Album Kücük Prens heraus. Es brachte nicht annähernd den Erfolg der vorherigen Alben. Danach ging er zum Militär.
Im September 2000 brachte er bei der Plattenfirma Universal sein viertes Album Burak Kut heraus, bei dem alle Songtexte und die Musik von ihm selber stammten. Es war erfolgreicher als das dritte Album. Er hatte zu seiner besten Zeit Alkoholprobleme und einen Streit mit Peker Müzik Chef Hakan Peker.
Nach sieben Jahren kehrte er im Mai 2007 mit seinem fünften Album Komple bei der Plattenfirma DMC zurück. Der Sound des Titelsongs stammt vom amerikanischen Sänger Daddy Yankee.
Er moderierte 2007 eine Show mit dem Titel Dilimin Ucunda („Es liegt mir auf der Zunge“) im Sender ATV, bei der die Teilnehmer einen in der Mitte gestoppten Song mit dem richtigen Text weitersingen mussten. Außerdem spielte er in der Serie Ask Kapıyı Çalınca („Wenn die Liebe an der Tür klopft“), welches im Sender STAR TV ausgestrahlt wurde, mit. Seit Ende 2009 moderiert er zudem die Show Hadi Bakalım („Schauen wir mal“) im Sender TRT Müzik.
Er unterstützte außerdem die türkische Sängerin Meyra in ihrem Album, welches am 22. Juni 2009 unter dem Namen Meyra & 4 Tenör (Meyra & 4 Tenoren) erschien. Er machte mit ihr ein Duett zu dem Song Karar Bize Ait („Unsere Entscheidung“). Es war der erste Song im Album und der erste Clip des Albums zugleich.
Im Dezember 2009 brachte Burak Kut sein sechstes Album unter dem Namen İlaç heraus. Es beinhaltet auch wieder einige Rocksongs. Der erste Clip wurde zum Song Ben Yokum gedreht.
Halil Kut ist sein Großvater.

## Diskografie

### Alben
- 1994: Benimle Oynama - Çılgınım
- 1995: Nereden Geldim Nerelere Gideceğim
- 1997: Küçük Prens
- 2000: Burak Kut
- 2007: Komple
- 2009: İlaç

### EPs
- 2013: Sevginin Her Hali

### Singles
| - 1994: Benimle Oynama - 1994: Çılgınım - 1994: Bebeğim - 1994: Heyecanlıyım - 1995: Gün Batımı - 1995: Yaşandı Bitti - 1995: Nereden Geldim Nerelere Gideceğim - 1995: Bekle Demekle - 1997: Birgün/Otan (mit Sakis Rouvas) - 1997: Derdim Var (mit David Morales) - 1997: Sevgi Hırsızı - 2000: Tahtalara Vur - 2000: Fındık Kurdum - 2007: Komple (Original: Daddy Yankee - Rompe) - 2007: Sonbahar - 2007: Düşman Olma Pişman Olma (mit Ajda Pekkan) - 2008: Haram | - 2009: Karar Bize Ait (mit Meyra) - 2009: Ben Yokum - 2011: Aşk Var Ya (mit Ömür Gedik) - 2012: Don't Waste My Time (mit Erdem Kınay) - 2013: Ver Allah - 2013: Hani - 2015: Kalbine Sor / Ti Kardia Sou Rota (mit Keti Garbi) - 2015: Harikalar Diyarım / Koita S' Agapao (mit Keti Garbi) - 2015: Olduğu Kadar, Olmadığı Kader - 2018: Hoppa - 2022: Kafam Leyla - 2022: Yaşandı Bitti - 2022: Yalnızlık Senfonisi - 2023: Hesap Günü - 2023: Mavra - 2025: Dümenci |